# Грабник (гміна Адамув)
Грабник (пол. Grabnik) — село в Польщі, у гміні Адамув Замойського повіту Люблінського воєводства.
Населення — 13 осіб (2011).
У 1975-1998 роках село належало до Замойського воєводства.

## Демографія
Демографічна структура станом на 31 березня 2011 року:
|          | Загалом | Допрацездатний вік | Працездатний вік | Постпрацездатний вік |
| -------- | ------- | ------------------ | ---------------- | -------------------- |
| Чоловіки | 5       | 0                  | 4                | 1                    |
| Жінки    | 8       | 1                  | 4                | 3                    |
| Разом    | 13      | 1                  | 8                | 4                    |